# Száva-Kováts József
Száva-Kováts József (Füzesabony, 1898. november 30. – Budapest, 1980. március 14.) meteorológus, a légkör- és éghajlattan első hazai tanszékvezető professzora.

## Élete
A Pázmány Péter Tudományegyetemen középiskolai tanári oklevelet, majd geográfusdoktori címet szerzett. 1922-től 1943-ig egy polgári iskolában tanított, tudományos kutatómunkáját intézményi háttér nélkül végezte. 1930-ban a bölcsészettudományi kar magántanárrá habilitálta a klimatológia tárgykörében. 1943-ban nyilvános rendkívüli tanári címmel a meteorológia és a klimatológia egyetemi tanárává nevezték ki. 1944-ben a kar által megválasztott, 1945-ben pedig kinevezett rendes professzora lett az egyetemen a hazánkban elsőként létrehozott légkör- és éghajlattani tanszéknek, amelyet a következő években intézetté fejlesztett. A Tudományegyetem Bölcsészettudományi Karának kettéválasztása után létesült új Természettudományi Karon megszervezte az egyetemi szintű meteorológusképzést, s megírta e kettős tudományszak tankönyveit.
Kutatómunkája az „európai monzun” problémájától kezdve többek között az időjárási periódusokon és a légnedvesség klimatológiáján át egészen a mikroklímáig, sőt ennek a növénytermesztés érdekében való gyakorlati befolyásolásáig terjedt. Műveiben a nemzetközi szakirodalomban elsőként mutatta be a páranyomás és a légnedvesség és az utóbbi övenkénti eloszlását az egész földfelszínre kiterjedően. Kutatási eredményeit a kettős tudományszak korabeli vezető nemzetközi folyóiratai közölték. Tagja volt az MTA meteorológiai bizottságának, szerkesztőbizottsági tagja az Időjárás című szakfolyóiratnak.

## Művei
- A légnedvesség ingadozása Európában (1937)
- A páranyomás és a nedvesség évi járása a földön (1938)
- Talajközeli légállapotok irányítása a növénytermelés érdekében (1948)
- A talajmenti légréteg éghajlata (1948)
- Éghajlattan (1950)
- Általános légkörtan (1952)

## Külső hivatkozások
- Magyar Tudomány- és Technikatörténeti Műhely Krónika rovata. Élet és Tudomány, 1998. 48. sz.
- A meteorológia felsőfokú oktatása